# International Studies Conference
International Studies Conferece (ISC) - doroczna konferencja odbywająca się od 2008 roku w Łodzi, prezentująca możliwości nauki za granicą, ze szczególnym uwzględnieniem studiów w Wielkiej Brytanii i USA. Biorą w niej udział studenci, absolwenci i wykładowcy najlepszych uniwersytetów, m.in. London School of Economics and Political Science, University of Warwick, UCL, University of Oxford czy Harvard University.

## Przewodniczący poszczególnych edycji
| edycja | data             | przewodniczący                      |
| ------ | ---------------- | ----------------------------------- |
| ISC1   | 21 września 2008 | Artur Majsterek                     |
| ISC2   | 19 września 2009 | Adrian Majsterek                    |
| ISC3   | 11 września 2010 | Kacper Trela                        |
| ISC4   | 10 września 2011 | Sijana Mamos                        |
| ISC5   | 8 września 2012  | Oktawia Bogusz i Martyna Polak      |
| ISC6   | 7 września 2013  | Agata Bednarek i Karolina Olszewska |
| ISC7   | 13 września 2014 | Pola Tkaczuk                        |
| ISC8   | 19 września 2015 | Amanda Majsterek i Marta Kozielska  |
| ISC9   | 3 grudnia 2016   | Jan Grochowina                      |